# Taximordet i Nacka 1925
Taximordet i Nacka 1925 inträffade kvällen den 23 september 1925 i Nacka, då chauffören Carl Hugo Svensson rånmördades. Mordet räknas som det första taximordet i Sverige.

## Före mordet
Carl Hugo Svensson var chaufför för taxibolaget Lillebil. På kvällen den 23 september 1925 tog Bruno Poukka och Viljander taxin i Stockholms centrum och beställde körning mot södra Nacka, enligt uppgift för att på en plats möta en kumpan som skulle kommit från Finland med smuggelsprit. Kumpanen dök inte upp och chauffören började bli irriterad och Viljander gick ut en sväng.

## Mordet
När Viljander ville gå in i bilen igen försökte chauffören hindra honom och Viljander skrek då till Poukka "skjut den satan" vilket Poukka gjorde; klockan var då mellan 23 och 24 den 23 september. Kroppen dumpades sedan vid Söderby invid Söderbysjön där eventuellt även mordet ägde rum.

## Efter mordet
Mördarna tog bilen och körde den till Korset i Boo nära Kummelnäs där den övergavs och senare återfanns av polisen. Chaufförens kropp återfanns på dagen den 24 september vid Söderby.
Polisen lyckades återfinna mördarna och binda dem till mordet utifrån Poukkas pistol och patroner funna i taxibilen. Den 8 maj 1926 blev Poukka dömd för dråp till livstids straffarbete. Viljander friades från mordet men fick två och ett halvt års straffarbete för fickstölder.